# Шварц, Лев Александрович
Лев Александрович Шварц (17 ноября 1898 — 24 февраля 1962) — советский композитор, известный своим авторством музыки к многим советским кинофильмам.

## Биография
Лев Александрович Шварц родился 17 ноября 1898 года в Ташкенте (Туркестанское генерал-губернаторство) в семье врачей, евреев-ашкенази. Его отец Александр Львович Шварц получил образование в Германии (Берлинский университет) и был замечательным врачом-инфекционистом. Он более тридцати дет заведовал мужской клиникой в Старом городе Ташкента. В семье Шварцев дети занимались музыкой с пяти лет с частным преподавателем. После окончании гимназии с отличием в послереволюционные годы с 1917 по 1921 год Л. А. Шварц продолжал совершенствовать свое мастерство, занимаясь с известным пианистом того времени учеником К. Н. Игумнова В. И. Буюкли, временно жившим в Ташкенте. Одновременно изучал гармонию у композитора-этнографа Н. А. Успенского, привившего Л. А. Шварцу любовь к народным истокам в музыке, и способствовал выработке молодым композитом своего стиля. В этот период Л. А. Шварц Работал преподавателем фортепьяно в Народной консерватории Ташкента, был музыкальным инструктором в политуправлении Военного округа г. Ташкента, работал в театре с небольшой группой актеров из Московского художественного театра.
В 1922 году Л. А. Шварц получил рекомендацию для поступления в Московскую государственную консерваторию им П.И Чайковского, куда был зачислен в 1925 году.
В 1927 году окончил Московскую консерваторию по классу К. Н. Игумнова (фортепиано), композицией занимался у Г. Л. Катуара.
В 1927—1930 годах преподавал фортепиано в музыкальном техникуме им. Гнесиных. В 1931—1933 годах был концертмейстером Всесоюзного радиокомитета, выступал как пианист.
С 1935 по1962 год Лев Александрович Шварц известен как композитор, написавший музыку к более тридцати натурным и мультипликационным фильмам. Л. А. Шварц всегда работал с выдающимися советскими режиссерами, создававшими фильмы по классическим произведениям русской и советской литературы. Он всегда был готов к творческим экспериментам, создавая совершенно новые подходы к творчеству (комбинированные натурные и кукольные съемки с А. Л. Птушко «Новый Гулливер»), сочетал мультипликацию с оперной партитурой в мультипликационном фильме «Снегурочка», создал рисованный звук для мультипликационного фильма «Вор». Многие произведения Л. А. Шварца стали любимыми для зрителей нескольких поколений, например «Довоенный вальс» .
Умер 24 февраля 1962 года в Москве. Урна с прахом композитора захоронена на 4 участке нового кладбища Донского монастыря.

### Семья
- Жена — Надежда Гавриловна Снежко-Блоцкая, художник.
- Дочь — Сюзанна Львовна Богданова (Снежко Блоцкая), молекулярный биолог, жена Богданова, Алексея Алексеевича (химика).
- Сын — Александр Львович Шварц (1945—2020), советский и российский художник, график; музыкант.
- Свояченица — Александра Снежко-Блоцкая, советский режиссёр-мультипликатор. (Де-факто первая жена, дочерью которой и является Сюзанна Львовна Богданова, о чем в статье о ней в Википедии об этом и написано).

## Творчество

### Инструментальные произведения
- концерт для фортепиано с оркестром (1934)
- концерт для скрипки с оркестром (1941)
- симфония (1942)
- опера «Джаннат» (1944)
- опера-сказка «Чудесный поток» (1947)
- камерно-инструментальные ансамбли, основанные на узбекском, таджикском и туркменском музыкальном фольклоре
- музыка к драматическим спектаклям

### Музыка к кинофильмам
- 1935 — Новый Гулливер (песня «Моя лилипуточка»)Клип на YouTube
- 1935 – Карьера Фиалкина
- 1935 — Хижина старого Лувена
- 1936 — Девушка с Камчатки
- 1936 — Чудесница
- 1938 — Болотные солдаты
- 1938 — В людях
- 1938 — Детство Горького
- 1939 — Золотой ключик (песня «Далёко, далёко за морем» на стихи Михаила Фромана)
- 1939 — Мои университеты
- 1940 — Бабы
- 1940 — Любимая девушка
- 1940 — Тимур и его команда (песня «Возьмём винтовки новые» на стихи Владимира Маяковского)
- 1941 — Волшебное зерно
- 1941 — Приказ выполнен (новелла в киноальманахе)
- 1941 — Романтики
- 1942 — Как закалялась сталь
- 1943 — Юный Фриц
- 1944 — Радуга
- 1945 — Слон и верёвочка
- 1945 — Непокорённые
- 1946 — Каменный цветок (песня Кати на стихи Михаила Светлова)
- 1947 — Робинзон Крузо
- 1947 — Сельская учительница
- 1948 — Суд чести
- 1949 — Алитет уходит в горы
- 1953 — Васса Железнова (телеспектакль)
- 1954 — Анна на шее
- 1954 — Аттестат зрелости
- 1955 — Княжна Мери
- 1955 — Мать
- 1955 — Судьба барабанщика (песня «Бьют барабаны» на стихи Якова Акима)
- 1957 — Екатерина Воронина (песня «Здесь у нас на Волге» на стихи Евгения Долматовского)
- 1957 — Дорогой ценой
- 1958 — Дружок
- 1958 — Над Тиссой
- 1959 — Сомбреро
- 1959 — Фома Гордеев
- 1960 — Конец старой Берёзовки
- 1960 — Операция «Кобра»
- 1961 — Друг мой, Колька! (песни «Встань пораньше» и «Над морем, над сушей» на стихи Булата Окуджавы)
- 1962 — Павлуха

### Музыка к мультфильмам
- 1934 — Вор
- 1935 — Карьера Фиалкина
- 1936 — Волк и журавль
- 1937 — Лиса и волк
- 1937 — Сказка о рыбаке и рыбке
- 1944 — Телефон

### Песни
- 1938 — Марш пролетарской дивизии на стихи А. Сомах и С. Болотина
- 1945 — Дочь машиниста на стихи Т. Сикорской и С. Болотина
- 1937 — Золотые вы песочки на стихи А. Медведкина
- 1945 — Персональный эшелон на стихи С. Болотина

## Награды
- Орден «Знак Почёта» (23 мая 1940 года) — за особые заслуги в деле развития советской кинематографии[3]